# Palliardiho hradisko
Palliardiho hradisko (též Palliardiho hradiště) se nachází na skalnatém ostrohu nad údolím Želetavky asi 2 km severozápadně od hradu Bítov v okrese Znojmo. Je významnou archeologickou lokalitou (hradiště, výšinné sídliště). Areál je chráněn jako kulturní památka ČR.

## Historie a popis
Nachází se na úzké 40–50 m vyvýšené ostrožně dlouhé zhruba 350 m. Hradiště bylo osídlené od pozdní doby kamenné přes halštatské období až po období slovanské. Přístup na hradiště je chráněn dvěma skalisky, mezi nimiž byly vykopány doposud zřetelné příkopy. V blízkosti vnitřního příkopu je útvar zvaný „skalní bána“.
Hradiště je pojmenováno po svém objeviteli, jihomoravském archeologovi Jaroslavu Palliardim.